# (3564) Talthybios
(3564) Talthybios, désignation internationale (3564) Talthybius, est un astéroïde troyen jovien.

## Description
(3564) Talthybios est un astéroïde troyen jovien, camp grec, c'est-à-dire situé au point de Lagrange L4 du système Soleil-Jupiter. Il présente une orbite caractérisée par un demi-grand axe de 5,210 UA, une excentricité de 0,041 et une inclinaison de 15,5° par rapport à l'écliptique.
Il est nommé en référence au personnage de la mythologie grecque Talthybios, acteur du conflit légendaire de la guerre de Troie.

## Compléments